# Samanta Tīna
Samanta Poļakova (Tukums, 31 maart 1989), beter bekend als Samanta Tīna, is een Letse zangeres.

## Biografie
In 2010 won ze de Letse talentenjacht "O!Kartes akadēmija" en mocht daardoor aan de Tech Music School in Londen studeren. In 2011 nam ze deel aan een Moldavische zangcompetitie, die ze ook won.
Na diverse pogingen om zowel Letland (in 2012, 2013, 2014 en 2016) als Litouwen (in 2013 en 2017) op het Eurovisiesongfestival te mogen vertegenwoordigen, lukte het haar in 2020 om de Letse voorronde "Supernova" te winnen met het lied Still Breathing. Het Eurovisiesongfestival 2020 werd evenwel afgelast. De Letse openbare omroep besloot evenwel om haar intern te selecteren voor deelname aan het Eurovisiesongfestival 2021. Haar lied The Moon is Rising haalde de finale uiteindelijk niet: ze werd laatste in de tweede halve finale, en ook in de algemene rangschikking.

## Discografie

### Singles
- I Want You Back (2012)
- I Need a Hero (2013)
- Hey Chiki - Mama (2013, met Vudis)
- Stay (2014)
- We Live for Love (2016)
- The Love Is Forever (2016)
- Kāds trakais mani uzgleznos (2016)
- Tavo oda (2017, met Tadas Rimgail)
- Vējš bungo klavieres (2017)
- Pietiks (2017)
- Cutting the Wire (2019)
- Still Breathing (2019)

2000: Brainstorm · 
2001: Arnis Mednis · 
2002: Marie N · 
2003: F.L.Y. · 
2004: Fomins & Kleins · 
2005: Valters & Kaža · 
2006: Cosmos · 
2007: Bonaparti.lv · 
2008: Pirates of the Sea · 
2009: Intars Busulis · 
2010: Aisha · 
2011: Musiqq · 
2012: Anmary · 
2013: PeR · 
2014: Aarzemnieki · 
2015: Aminata Savadogo · 
2016: Justs · 
2017: Triana Park · 
2018: Laura Rizzotto · 
2019: Carousel · 
2021: Samanta Tīna · 
2022: Citi Zēni · 
2023: Sudden Lights · 
2024: Dons · 
2025: Tautumeitas
- Nationale Bibliotheek van Letland: 000258855
- MusicBrainz: d85ebe33-d83b-4480-90bc-93edf9c57323
- Virtual International Authority File: 6051152502896510800006